# Commissione Pastorale della Terra
La Commissione Pastorale della Terra (Comissão Pastoral da Terra, in sigla: CPT) è un organo della Conferenza nazionale dei vescovi del Brasile (CNBB) impegnato nella promozione "della conquista dei diritti e della terra, della resistenza nella terra, della produzione sostenibile".

## Storia
La CPT è stata fondata nel giugno del 1975 a Goiânia in un incontro pastorale convocato dalla CNBB. Il primo presidente è stato dom Moacyr Grechi.

## Cariche
| Anno | Presidente                                                | Vicepresidente | Segretario esecutivo |
| ---- | --------------------------------------------------------- | --- | -------------------- |
| 1977 | dom Moacyr Grechi, vescovo di Rio Branco                  | Victor Asselin | Ivo Poletto          |
| 1979 | dom Moacyr Grechi, vescovo di Rio Branco                  | Victor Asselin | Ivo Poletto          |
| 1981 | dom Moacyr Grechi, vescovo di Rio Branco                  | Pedro Casaldáliga, vescovo di São Félix                                                                                     | p. Mario Aldighieri  |
| 1983 | dom José Gomes, vescovo di Chapecó                        | Pedro Casaldáliga, vescovo di São Félix                                                                                     | p. Mario Aldighieri  |
| 1985 | dom José Gomes, vescovo di Chapecó                        | pastore Inácio Lemke | p. Ermanno Alegri    |
| 1987 | dom Augusto Alves da Rocha, vescovo di Picos              | pastore Inácio Lemke | p. Ermanno Alegri    |
| 1989 | dom Augusto Alves da Rocha, vescovo di Picos              | pastore Inácio Lemke Jerônimo Treccani p.Hermeto Mengarda pastore Vitório Krauser frate Wilson Dallagnol dom Tomás Balduíno | p. Jerônimo Nunes    |
| 1991 | dom Augusto Alves da Rocha, vescovo di Picos              | dom Jorge Marskell, vescovo di Itacoatiara                                                                                  | p. Jerônimo Nunes    |
| 1993 | dom Orlando Dotti, vescovo di Vacaria                     | dom Jorge Marskell, vescovo di Itacoatiara                                                                                  | Irio Luis Conti      |
| 1995 | dom Orlando Dotti, vescovo di Vacaria                     | dom Elias Chaves, vescovo di Cametá                                                                                         | Irio Luis Conti      |
| 1997 | dom Tomás Balduíno, vescovo di Goiás                      | dom Ladislau Biernaski, vescovo ausiliario di Curitiba                                                                      | Isidoro Revers       |
| 1999 | dom Tomás Balduíno, vescovo di Goiás                      | dom Ladislau Biernaski, vescovo ausiliario di Curitiba                                                                      | [ 2 ]                |
| 2003 | dom Tomás Balduíno, vescovo di Goiás                      | dom Xavier Gilles de Maupeou d'Ableiges, vescovo di Viana                                                                   |                      |
| 2006 | dom Xavier Gilles de Maupeou d'Ableiges, vescovo di Viana | dom José Mauro Pereira Bastos, vescovo di Janaúba e poi di Guaxupé                                                          |                      |
| 2009 | dom Ladislau Biernaski, vescovo di São José dos Pinhais   | dom Enemésio Ângelo Lazzaris, vescovo di Balsas                                                                             |                      |
| 2012 | dom Enemésio Ângelo Lazzaris, vescovo di Balsas           | dom José Moreira Bastos Neto, vescovo di Três Lagoas poi dom André de Witte, vescovo di Ruy Barbosa                         |                      |